# Giovanni Battista Santorio
Giovanni Battista Santorio ou Giovan Battista Santoro (falecido a 29 de fevereiro de 1592) foi um prelado católico romano que serviu como Bispo de Tricarico de 1586 a 1592 e Bispo de Alife de 1586 a 1592.

## Biografia
No dia 19 de novembro de 1568, Giovanni Battista Santorio foi nomeado durante o papado de Pio V como Bispo de Alife. A 13 de dezembro de 1568, foi consagrado bispo na Capela Sistina em Roma, por Giulio Antonio Santorio, arcebispo de Santa Severina, com Felice Peretti Montalto, bispo de Sant'Agata de' Goti, e Umberto Locati, bispo de Bagnoregio, servindo como co-consagradores.
A 8 de janeiro de 1586, foi nomeado durante o papado de Sisto V como Bispo de Tricarico. Foi nomeado Núncio Apostólico na Suíça de 17 de agosto de 1586 a 15 de agosto de 1587. Santoro serviu como Bispo de Tricarico até à sua morte no dia 29 de fevereiro de 1592.

## Sucessão episcopal
Enquanto bispo, foi o principal co-consagrador de:
- Dermot O'Cleary, (1574);
- Flaminio Filonardi, (1579);
- Domenico Petrucci, (1582);
- Nicola Stridoni, (1582);
- Leonard Abel, (1582);
- Ignazio Danti, (1583);
- Antonio Fera, (1584);
- Marco Pedacca, (1584);
- Basilio Gradi, (1584);
- Marco Antonio Mocenigo, (1586); e
- Giovanni Battista Costanzo, (1591).